# Anne Heinis (waterpoloër)
Anne Heinis (Zaanstad, 20 mei 1987) is een Nederlandse waterpolospeelster.
Anne Heinis begon met waterpolo bij ZWV Nereus in Zaanstad. Pas vanaf haar 16e ging ze keepen en had hier meer succes mee. Ze kwam in Jong Oranje en vervolgens in het Nederlandse team. In 2008 viel Heinis vlak voor de Olympische Spelen van Peking, waar Nederland de gouden medaille zou winnen, af. Na deze Olympische Spelen kwam ze uit voor ZVL uit Leiden.
Als tweede doelvrouw heeft Heinis deelgenomen aan verschillende EK's en WK's. Tijdens de Wereldkampioenschappen in Shanghai (China) eindigde het Nederlands team op de zevende plaats. Tijdens de Europese Kampioenschappen in Eindhoven kwam het team niet verder dan een zesde plaats.
In het seizoen 2012 - 2013 is zij met het Leidse ZVL Supercup finalist en Beker finalist.

## Palmares

### Nederlands team
- 2005: 5e WJK Perth (Australië)
- 2007: 7e WJK Porto (Portugal)
- 2009: 5e WK Rome  (Italië)
- 2010:  EK Zagreb (Kroatië)
- 2011: 7e WK Shanghai  (China)
- 2012: 6e EK Eindhoven (Nederland)
- 2013: 7e WK Barcelona (Spanje)
- 2014:  EK Boedapest (Hongarije)

### Club team
- 11/12 Nationale Beker (ZVL)
- 12/13 Nationale beker  - Supercup (ZVL)
- 13/14 Landskampioen - Nationale Beker - Supercup (ZVL)
- 14/15 Nationale Beker (ZVL)

### Individuele Prijzen
- ManMeer! Allstarteam dames hoofdklasse - 2009
- Keepster van het Toernooi - Dunaújváros (Hongarije) - 2013